# Rajdowe Samochodowe Mistrzostwa Polski 2024
Rajdowe Samochodowe Mistrzostwa Polski 2024 to sezon rajdów samochodowych rozgrywanych w roku 2024, mający na celu wyłonienie najlepszego kierowcy wraz z pilotem na polskich drogach, organizowany przez Polski Związek Motorowy. Rajdowe samochodowe mistrzostwa Polski w roku 2024 miały składać się z siedmiu rund lecz jedna - Rajd Wisły się nie doszła do skutku. Wszystkie eliminacje odbyły się na nawierzchni asfaltowej. Punkty zdobyte w finałowej rundzie RSMP Rajdzie Śląska były mnożone razy 1,5. Aby zdobywać punkty w całym cyklu, tak jak w poprzednich 3 latach, potrzebna była wcześniejsza rejestracja załogi. Mistrzem Polski w sezonie 2024 został kierowca Jarosław Szeja, dla którego był to pierwszy tryumf w klasyfikacji generalnej.

## Kalendarz
W kalendarzu RSMP 2024 zaplanowano siedem rund, sześć w Polsce i jedną w Słowacji (Rajd Koszyc). W porównaniu z rokiem ubiegłym odpadły dwa rajdy Rajd Polski - został eliminacją Mistrzostw Świata WRC w roku 2024 i Rajd Podlaski. Dodano natomiast również dwa rajdy Rajd Koszyc - ostatnio w roku 2022 w RSMP oraz Rajd Nadwiślański ostatnio w roku 2021 w RSMP. Ponadto Rajd Śląska po awansie Rajdu Polski do WRC został jedną z tegorocznych rund Rajdowych Mistrzostw Europy.
| Runda | Data               | Nazwa rajdu          | Baza rajdu | Nawierzchnia | Zwycięzca       |
| ----- | ------------------ | -------------------- | ---------- | ------------ | --------------- |
| 1     | 26-28 kwietnia     | 52. Rajd Świdnicki   | Świdnica   | Asfalt       | Mikołaj Marczyk |
| 2     | 17-19 maja         | 9. Rajd Nadwiślański | Puławy     | Asfalt       | Grzegorz Grzyb  |
| 3     | 7-9 czerwca        | 4. Rajd Małopolski   | Wadowice   | Asfalt       | Jarosław Szeja  |
| 4     | 12-14 lipca        | 50. Rajd Koszyc      | Koszyce    | Asfalt       | Jakub Matulka   |
| 5     | 8-10 sierpnia      | 33. Rajd Rzeszowski  | Rzeszów    | Asfalt       | Jarosław Szeja  |
| 6     | 13-15 września     | 69. Rajd Wisły       | Wisła      | Asfalt       | odwołany        |
| 7     | 11-13 października | 8. Rajd Śląska       | Katowice   | Asfalt       | Mikołaj Marczyk |

## Wyniki
| Runda | Nazwa Rajdu                               | Podium  | Podium              | Podium                 | Podium    |
| Runda | Nazwa Rajdu                               | Miejsce | Kierowca            | Samochód               | Czas      |
| ----- | ----------------------------------------- | ------- | ------------------- | ---------------------- | --------- |
| 1     | Rajd Świdnicki (26–28 kwietnia) – Wyniki  | 1       | Mikołaj Marczyk     | Škoda Fabia RS Rally2  | 1:29:11.4 |
| 1     | Rajd Świdnicki (26–28 kwietnia) – Wyniki  | 2       | Grzegorz Grzyb      | Škoda Fabia Rally2 evo | +4.9      |
| 1     | Rajd Świdnicki (26–28 kwietnia) – Wyniki  | 3       | Jakub Matulka       | Škoda Fabia Rally2 evo | +37.8     |
|       |                                           |         |                     |                        |           |
| 2     | Rajd Nadwiślański (17–19 maja) – Wyniki   | 1       | Grzegorz Grzyb      | Škoda Fabia Rally2 evo | 1:14:08.6 |
| 2     | Rajd Nadwiślański (17–19 maja) – Wyniki   | 2       | Jakub Matulka       | Škoda Fabia Rally2 evo | +26.2     |
| 2     | Rajd Nadwiślański (17–19 maja) – Wyniki   | 3       | Jarosław Szeja      | Škoda Fabia Rally2 evo | +30.6     |
|       |                                           |         |                     |                        |           |
| 3     | Rajd Małopolski (7-9 czerwca) – Wyniki    | 1       | Jarosław Szeja      | Škoda Fabia Rally2 evo | 1:13:19.4 |
| 3     | Rajd Małopolski (7-9 czerwca) – Wyniki    | 2       | Grzegorz Grzyb      | Škoda Fabia Rally2 evo | +10.0     |
| 3     | Rajd Małopolski (7-9 czerwca) – Wyniki    | 3       | Jarosław Kołtun     | Škoda Fabia RS Rally2  | +24.9     |
|       |                                           |         |                     |                        |           |
| 4     | Rajd Koszyc (12-14 lipca) – Wyniki        | 1       | Jakub Matulka       | Škoda Fabia Rally2 evo | 1:13:19.4 |
| 4     | Rajd Koszyc (12-14 lipca) – Wyniki        | 2       | Zbigniew Gabryś     | Škoda Fabia RS Rally2  | +2.4      |
| 4     | Rajd Koszyc (12-14 lipca) – Wyniki        | 3       | Jarosław Szeja      | Škoda Fabia Rally2 evo | +57.0     |
|       |                                           |         |                     |                        |           |
| 5     | Rajd Rzeszowski (8-10 sierpnia) – Wyniki  | 1       | Jarosław Szeja      | Škoda Fabia Rally2 evo | 1:27:35.1 |
| 5     | Rajd Rzeszowski (8-10 sierpnia) – Wyniki  | 2       | Łukasz Byśkiniewicz | Škoda Fabia Rally2 evo | +18.6     |
| 5     | Rajd Rzeszowski (8-10 sierpnia) – Wyniki  | 3       | Jakub Matulka       | Škoda Fabia Rally2 evo | +18.7     |
|       |                                           |         |                     |                        |           |
| 6     | Rajd Śląska (11-13 października) – Wyniki | 1       | Mikołaj Marczyk     | Škoda Fabia RS Rally2  | 1:45:53.0 |
| 6     | Rajd Śląska (11-13 października) – Wyniki | 2       | Grzegorz Grzyb      | Škoda Fabia RS Rally2  | +1:31.8   |
| 6     | Rajd Śląska (11-13 października) – Wyniki | 3       | Jarosław Szeja      | Škoda Fabia Rally2 evo | +1:52.2   |
|       |                                           |         |                     |                        |           |

## Klasyfikacja kierowców RSMP sezonu 2024[13]
Punkty otrzymuje 15 pierwszych zawodników, którzy ukończą rajd według klucza:
| Miejsce | 1  | 2  | 3  | 4  | 5  | 6  | 7  | 8  | 9 | 10 | 11 | 12 | 13 | 14 | 15 |
| Punkty  | 30 | 24 | 21 | 19 | 17 | 15 | 13 | 11 | 9 | 7  | 5  | 4  | 3  | 2  | 1  |

Dodatkowe punkty zawodnicy zdobywają za ostatni odcinek specjalny zwany Power Stage, punktowany: za zwycięstwo – 5, drugie miejsce – 4, trzecie – 3, czwarte – 2 i piąte – 1 punkt.
| Miejsce | 1 | 2 | 3 | 4 | 5 |
| Punkty  | 5 | 4 | 3 | 2 | 1 |

W tabeli uwzględniono miejsce, które zajął zawodnik w poszczególnym rajdzie, a w indeksie górnym umieszczono miejsce zajęte na ostatnim, dodatkowo punktowanym odcinku specjalnym tzw. Power Stage.
| Poz. | Kierowca            | Świdnicki | Nadwiślański | Małopolski | Koszyc | Rzeszowski | Śląska | Suma punktów |
| ---- | ------------------- | --------- | ------------ | ---------- | ------ | ---------- | ------ | ------------ |
| 1    | Jarosław Szeja      | 42        | 3            | 14         | 35     | 15         | 3      | 166,5        |
| 2    | Grzegorz Grzyb      | 23        | 12           | 2          | 51     | NU         | 24     | 149          |
| 3    | Zbigniew Gabryś     | 65        | 5            | 43         | 23     | 42         | 45     | 135,5        |
| 4    | Jakub Matulka       | 34        | 21           | 221        | 12     | 3          | 7      | 130,5        |
| 5    | Łukasz Byśkiniewicz | 5         | 10           | 5          | 4      | 24         | 5      | 113,5        |
| 6    | Jarosław Kołtun     |           | 6            | 31         |        | 51         | 62     | 89,5         |
| 7    | Hubert Kowalczyk    | 10        | 8            | 7          | NU     | 6          | 9      | 59,5         |
| 8    | Jacek Sobczak       | 7         | 7            | 6          |        | NU         |        | 41           |
| 9    | Hubert Laskowski    | 12        | 11           | 8          | 13     | 7          |        | 36           |
| 10   | Michał Chorbiński   | 13        | 12           | 9          |        | 9          | 10     | 35,5         |
| 11   | Błażej Gazda        | 15        | 15           | 14         | 8      | 10         | 13     | 26,5         |
| 12   | Sebastian Butyński  |           | 17           | NU         | 7      | 11         | 19     | 18           |
| 13   | Szymon Talik        | 16        | NU           | 17         | 6      | NU         | 21     | 15           |
| 14   | Patryk Grodzki      | 14        | 14           | NU         |        | 8          |        | 15           |
| 15   | Adam Rachfał        | 18        |              | 15         | 10     | 12         | 15     | 13,5         |
| 16   | Marcin Kowal        | 21        | 16           | 12         |        | 20         | 11     | 11,5         |
| 17   | Piotr Piesko        | 23        |              | 19         | 9      | 14         | 17     | 11           |
| 18   | Jakub Ulanowski     | NU        | 9            |            | NU     | NU         |        | 9            |
| 19   | Mateusz Maj         |           | 18           | NU         | 11     | 18         | 16     | 5            |
| 20   | Michał Tochowicz    | 11        |              | NU         | NU     |            | NU     | 5            |
| 21   | Jacek Januchta      | 17        | 22           | 24         | 12     | 16         | 18     | 4            |
| 22   | Łukasz Papaj        | 20        | 20           | 20         | 14     | 17         | 20     | 2            |
| 23   | Krzysztof Stańdo    | NU        | 21           | 16         | 15     | NU         |        | 1            |
| X    | Mikołaj Marczyk     | 1         |              |            |        |            | 1      | 85           |
| X    | Łukasz Kotarba      | 8         | 4            | NU         |        |            |        | 32           |
| X    | Piotr Krotoszyński  | 9         |              |            |        |            | 8      | 25,5         |
| X    | Kajetan Świder      |           | 13           | 10         |        |            |        | 10           |
| X    | Paweł Grzywacz      |           |              |            |        |            | 12     | 8            |
| X    | Adam Sroka          |           |              | 11         |        |            |        | 5            |
| X    | Tomasz Król         |           |              |            |        | 15         | 14     | 4            |
| X    | Marcin Górny        |           |              | 13         |        |            |        | 3            |
| X    | Bartosz Pawarski    | 24        |              |            |        | 13         |        | 3            |
| Poz. | Kierowca            | Świdnicki | Nadwiślański | Małopolski | Koszyc | Rzeszowski | Śląska | Suma punktów |

1. 1 2  Rajd Śląska miał współczynnik 1,5 co oznaczało, że wszystkie punkty zdobyte w RSMP mnożono razy 1,5

## Statystyki sezonu 2024[14]
Zwycięzcy odcinków specjalnych:
| Lp. | Kierowca            | Liczba |
| --- | ------------------- | ------ |
| 1   | Grzegorz Grzyb      | 21     |
| 2   | Mikołaj Marczyk     | 20     |
| 3   | Jarosław Szeja      | 8+1    |
| 4   | Jarosław Kołtun     | 7+1    |
| 5   | Jakub Matulka       | 6      |
| 6   | Łukasz Kotarba      | 3      |
| 7   | Zbigniew Gabryś     | 2+2    |
| 7   | Łukasz Byśkiniewicz | 2      |

Liderzy rajdu:
| Lp. | Kierowca        | Liczba |
| --- | --------------- | ------ |
| 1   | Grzegorz Grzyb  | 25     |
| 2   | Jarosław Szeja  | 23     |
| 3   | Mikołaj Marczyk | 15     |
| 4   | Zbigniew Gabryś | 6      |
| 5   | Jakub Matulka   | 1      |

## Zwycięzcy klas, zespoły i kluby
Pogrubiona trzcionką wyróżniono Mistrzów, Wicemistrzów i Drugich Wicemistrzów Polski.

### Punktacja RSMP - Klasyfikacja w klasie 2WD[15]
| Miejsce | Kierowca          | Pilot             | Punkty |
| ------- | ----------------- | ----------------- | ------ |
| 1       | Michał Chorbiński | Patryk Kielar     | 149    |
| 2       | Hubert Laskowski  | Michał Kuśnierz   | 139    |
| 3       | Błażej Gazda      | Maciej Mikuliszyn | 139    |

### Punktacja RSMP - Klasyfikacja w klasie 2[16]
| Miejsce | Kierowca       | Pilot           | Punkty |
| ------- | -------------- | --------------- | ------ |
| 1       | Jarosław Szeja | Marcin Szeja    | 166,5  |
| 2       | Grzegorz Grzyb | Adam Binięda    | 149    |
| 3       | Jakub Matulka  | Daniel Dymurski | 143,5  |

### Punktacja RSMP - Klasyfikacja w klasie 3[17]
| Miejsce | Kierowca         | Pilot               | Punkty |
| ------- | ---------------- | ------------------- | ------ |
| 1       | Hubert Kowalczyk | Jarosław Hryniuk    | 189    |
| 2       | Marcin Kowal     | Sebastian Lenkowski | 150    |
| 3       | Tomasz Król      | Patryk Olejniczak   | 58,5   |

### Punktacja RSMP - Klasyfikacja w klasie 4[18]
| Miejsce | Kierowca          | Pilot             | Punkty |
| ------- | ----------------- | ----------------- | ------ |
| 1       | Hubert Laskowski  | Michał Kuśnierz   | 165    |
| 2       | Michał Chorbiński | Patryk Kielar     | 160    |
| 3       | Błażej Gazda      | Maciej Mikuliszyn | 148    |

### Punktacja RSMP - Klasyfikacja w klasie 4R2[19]
| Miejsce | Kierowca         | Pilot            | Punkty |
| ------- | ---------------- | ---------------- | ------ |
| 1       | Adam Rachfał     | Sławomir Leja    | 182    |
| 2       | Piotr Piesko     | Mateusz Kacprzak | 156    |
| 3       | Krzysztof Stańdo | Krzysztof Janik  | 87     |

### Punktacja RSMP - Klasyfikacja w klasie NAT2[20]
| Miejsce | Kierowca         | Pilot           | Punkty |
| ------- | ---------------- | --------------- | ------ |
| 1       | Szymon Talik     | Michał Trela    | 146    |
| 2       | Mateusz Maj      | Piotr Wieczorek | 140    |
| 3       | Bartosz Pawarski | Kamil Kuklewski | 63     |

### Punktacja RSMP - Klasyfikacja w klasie NAT3[21]
| Miejsce | Kierowca      | Pilot             | Punkty |
| ------- | ------------- | ----------------- | ------ |
| 1       | Jacek Sobczak | Michał Marczewski | 105    |

### Punktacja RSMP - Klasyfikacja w klasie NAT4[22]
| Miejsce | Kierowca       | Pilot               | Punkty |
| ------- | -------------- | ------------------- | ------ |
| 1       | Jacek Januchta | Marta Matuszczyk    | 204    |
| 2       | Łukasz Papaj   | Krzysztof Święcicki | 181    |
| 3       | Paweł Hurko    | Jarosław Janasz     | 123,5  |

### Punktacja RSMP - Klasyfikacja w klasie HR4[23]
| Miejsce | Kierowca               | Pilot             | Punkty |
| ------- | ---------------------- | ----------------- | ------ |
| 1       | Przemysław Sobierajski | PDawid Wnuczyński | 70     |

### Punktacja RSMP - Klasyfikacja w klasie HR5[24]
| Miejsce | Kierowca          | Pilot | Punkty |
| ------- | ----------------- | ----- | ------ |
| 1       | Krzysztof Woźnica |       | 50     |

### Punktacja RSMP - Klasyfikacja klubowa[25]
| Miejsce | Klub                        | Punkty |
| ------- | --------------------------- | ------ |
| 1       | Automobilklub Ziemi Tyskiej | 434    |
| 2       | Automobilklub Polski        | 388,5  |
| 3       | Stowarzyszenie Global Sport | 336    |

### Punktacja RSMP - Klasyfikacja Zespołów Sponsorskich[26]
| Miejsce | Klub                      | Punkty |
| ------- | ------------------------- | ------ |
| 1       | Gk Forge Lotto Rally Team | 240    |
| 2       | Plon Rt                   | 168    |
| 3       | Bruk Rally Team           | 60     |

### Punktacja RSMP - Puchar RallyN - klasa RN1[27]
| Miejsce | Kierowca      | Pilot                | Punkty |
| ------- | ------------- | -------------------- | ------ |
| 1       | Kacper Potyra | Piotr Sieliło        | 140    |
| 2       | Jakub Niemiec | Mateuszz Bodniak     | 95     |
| 3       | Kamil Kawalec | Sebastian Krzyżowski | 87,5   |

### Punktacja RSMP - Puchar RallyN - klasa RN2[28]
| Miejsce | Kierowca      | Pilot           | Punkty |
| ------- | ------------- | --------------- | ------ |
| 1       | Tomasz Biały  | Mariusz Solecki | 110    |
| 2       | Kajetan Tatar | Marcin Naworol  | 90,5   |

### Punktacja RSMP - Puchar RallyN - klasa RN3[29]
| Miejsce | Kierowca           | Pilot                | Punkty |
| ------- | ------------------ | -------------------- | ------ |
| 1       | Rafał Wyderka      | Aleksandra Przybyłek | 140    |
| 2       | Damian Boncela     | Alicja Biernat       | 131    |
| 3       | Kazimierz Krzysiek | Krzysztof Woźnicki   | 74,5   |